# 駅ナカ保健室
駅ナカ保健室 (えきナカほけんしつ) は、特定非営利活動法人ハッピーウーマンプロジェクト（法人番号：1230005003098）が、2022年4月から富山駅構内で定期的に開催している、無料の健康相談会である。
主に女子学生を対象に、月経や性関係の問題・悩みを、産婦人科医や助産師に相談してもらうのが目的である。

## 経緯
産婦人科医の鮫島梓と、NPO法人理事の小林涼子は、富山県内の学校などでの性教育や相談を重ねる中で、中学生や高校生には、産婦人科を受信するハードルが予想以上に高いことが分かった。このことから、人通りの多い場所で性の相談ができるように、「駅ナカ保健室」を企画した。産婦人科を受信するハードルが高い女子中学生・高校生・大学生を主な対象とし、「女性が自分で身体を守れるように、相談のハードルを低くする」目的でスタートした。月経に限らず、性被害や家庭内暴力、デートDVなど、女性が悩みを抱えたまま孤立しやすい状況を防ぐ狙いがある。鮫島は「月経は病気ではないという考えから、月経周りのトラブルを我慢しがちである。快適なケアを知ってほしいし、疾患の早期発見に繋げたい。「月経の話題はタブー」という祖父母時代の観念が、今の子どもにも影響をもたらしている」という。小林も「「恋人が避妊に協力しない」などの問題にも力になりたい」と意気込みを語った。

## 開催
2022年4月18日の第1回には、要員として医師2人、助産師・看護師・フェミニストカウンセラーを各1人、そして富山大学医学部の学生6人が参加した。学生6人は出張性教育を行うサークルのメンバーで、看護学科の女子学生5人と、医学科の男子学生1人だった。富山駅の南北自由通路内に簡易テントを立て、周囲を幕で覆って遮蔽を確保した相談ブース内で、人目を気にせずに相談ができる。相談者は生理不順に悩む13歳の女子中学生や、娘の月経痛に悩む30代の女性など、計15人が相談に訪れ、一人20分ほどの時間で相談に応じた。また、テントを遠巻きで見ていた男子学生たちにも、スタッフの男子学生が声をかけた。たまたま通りかかった中学1年生の女子が、生理不順や生理日直前に食欲が過剰に旺盛となる悩みの相談に対し、鮫島が「初経から約2年間は生理周期が安定しないことが多い。食欲があるなら、たくさん食べてその日を楽しもう」と丁寧に回答した。相談した女子中学生は「病院に行くほどではないと思っていたが、専門家に気軽に相談できてよかった」と感想を言った。
「産婦人科は怖くて行けない場所」と考え、身体の問題を我慢してしまうなど、生理に関する環境整備は数十年前とさほどの変化が見られない。コロナ下で受診を避けたり、ネット上に氾濫する有象無象の情報の中から、自分に好都合な情報を鵜呑みしてしまう女性も多い。相談に応じた鮫島は、相談に来た女性は、物理的・心理的の双方で、産婦人科に行き辛い面があると感じた。産婦人科では「必ず女性器を内診される」という誤解があり、受診を周囲に知られたくないという心理面と、富山県内に通院に至便な産婦人科が少ないという物理的な問題がある。そのため、相談に来た学生は月経についてネガティブな考えを持っていたり、実際にかなり状態が悪くなってから産婦人科を受診する女性が少なくない。鮫島は「病院は怖いと思う人は、ここで気さくに話してほしい」と、小林は「月経に関する悩みを誰にも相談できないことは珍しくない。お互いに顔が見える相談で安心できることもある」、「産婦人科が気軽に相談できる場所と認識してくれれば、避妊などの性問題も相談できるようになるし、自分の心身を大事にする意識が増えるのではないか」という狙いを言った。また富山県議会議員でもある産婦人科医の種部恭子も相談担当で参加し、「産婦人科を受診しづらい若者に向けて、まずアウトリーチとして、こういう相談の場を数多く用意するのが大切だ」と言った。将来は、男子学生向けに、泌尿器科医の相談も計画している。
この様子は、2022年12月1日に、NHK富山放送局・NHK金沢放送局・NHK福井放送局の北陸3県地域番組「ホクロック!」内で放送された。